# Ulmiz
Ulmiz (fr. Ormey) – gmina (fr. commune; niem. Gemeinde) w Szwajcarii, w kantonie Fryburg, w okręgu Lac.

## Demografia
W Ulmiz mieszkają 432 osoby. W 2020 roku 4,4% populacji gminy stanowiły osoby urodzone poza Szwajcarią.